# Kairoa cromeana
Kairoa cromeana är en tvåhjärtbladig växtart som beskrevs av W.N.Takeuchi. Kairoa cromeana ingår i släktet Kairoa och familjen Monimiaceae. Inga underarter finns listade i Catalogue of Life.